# Liste der Biografien/Law
Liste der Biografien |
Portal Biografien |
Personensuche
# |
A |
B |
C |
D |
E |
F |
G |
H |
I |
J |
K |
L |
M |
N |
O |
P |
Q |
R |
S |
T |
U |
V |
W |
X |
Y |
Z |
?
 
La |
Lb |
Lc |
Le |
Lg |
Lh |
Li |
Lj |
Ll |
Lm |
Lo |
Lp |
Lt |
Lu |
Lv |
Lw |
Lx |
Ly |
Lz
 
Laa |
Lab |
Lac |
Lad |
Lae–Lah |
Lai |
Laj |
Lak |
Lal |
Lam |
Lan |
Lao |
Lap |
Laq |
Lar |
Las |
Lat |
Lau |
Lav |
Law |
Lax |
Lay |
Laz
Die Liste der Biografien führt alle Personen auf, die in der deutschsprachigen Wikipedia einen Artikel haben. Dieses ist eine Teilliste mit 485 Einträgen von Personen, deren Namen mit den Buchstaben „Law“ beginnt.

## Law
- Law de Lauriston, Jean (1719–1797), französischer Kolonialoffizier im Mogulreich
- Law, Andrew Bonar (1858–1923), britischer Politiker, Mitglied des House of Commons und Premierminister
- Law, Ant (* 1983), britischer Jazzmusiker
- Law, Bernard Francis (1931–2017), US-amerikanischer Geistlicher, Kardinal der römisch-katholischen Kirche
- Law, Bik Chi (* 1984), hongkong-chinesische Fußballschiedsrichterin
- Law, Calab (* 2003), australischer Sprinter
- Law, Charles B. (1872–1929), US-amerikanischer Politiker
- Law, Cheuk Him (* 1994), chinesischer Badmintonspieler (Hongkong)
- Law, Chris (* 1969), schottischer Politiker
- Law, Clara (* 1957), chinesische Regisseurin (Hongkong)
- Law, Darren (* 1968), US-amerikanischer Autorennfahrer und Motorsportfunktionär
- Law, Denis (1940–2025), schottischer FußballspielerDenis Law (1940–2025)

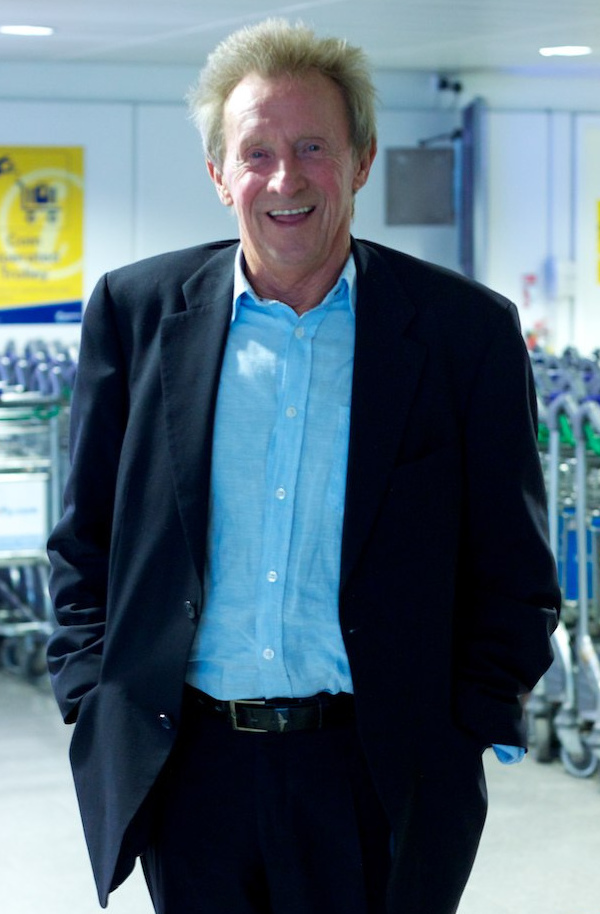
Denis Law (1940–2025)

- Law, Don (1902–1982), britisch-amerikanischer Musikproduzent
- Law, Edward, 1. Earl of Ellenborough (1790–1871), britischer Politiker, Vizekönig von Indien
- Law, Eileen (1900–1978), kanadische Oratorien- und Opernsängerin (Kontra-Alt) sowie Musikpädagogin
- Law, Elizabeth Parke Custis (1776–1831), Enkelin von Martha und George Washington
- Law, Evander McIvor (1836–1920), General der Konföderierten Staaten von Amerika im Amerikanischen Bürgerkrieg
- Law, Hamilton (1913–1998), US-amerikanischer Badmintonspieler
- Law, Hayley (* 1992), kanadische Schauspielerin und Sängerin
- Law, John (1671–1729), schottischer Nationalökonom und Bankier
- Law, John (1796–1873), US-amerikanischer Politiker
- Law, John (* 1946), emeritierter britischer Professor für Soziologie
- Law, John Phillip (1937–2008), US-amerikanischer Schauspieler
- Law, Jonathan (1674–1750), Pastor, Richter und Gouverneur der Colony of Connecticut
- Law, Jude (* 1972), britischer SchauspielerJude Law (* 1972)

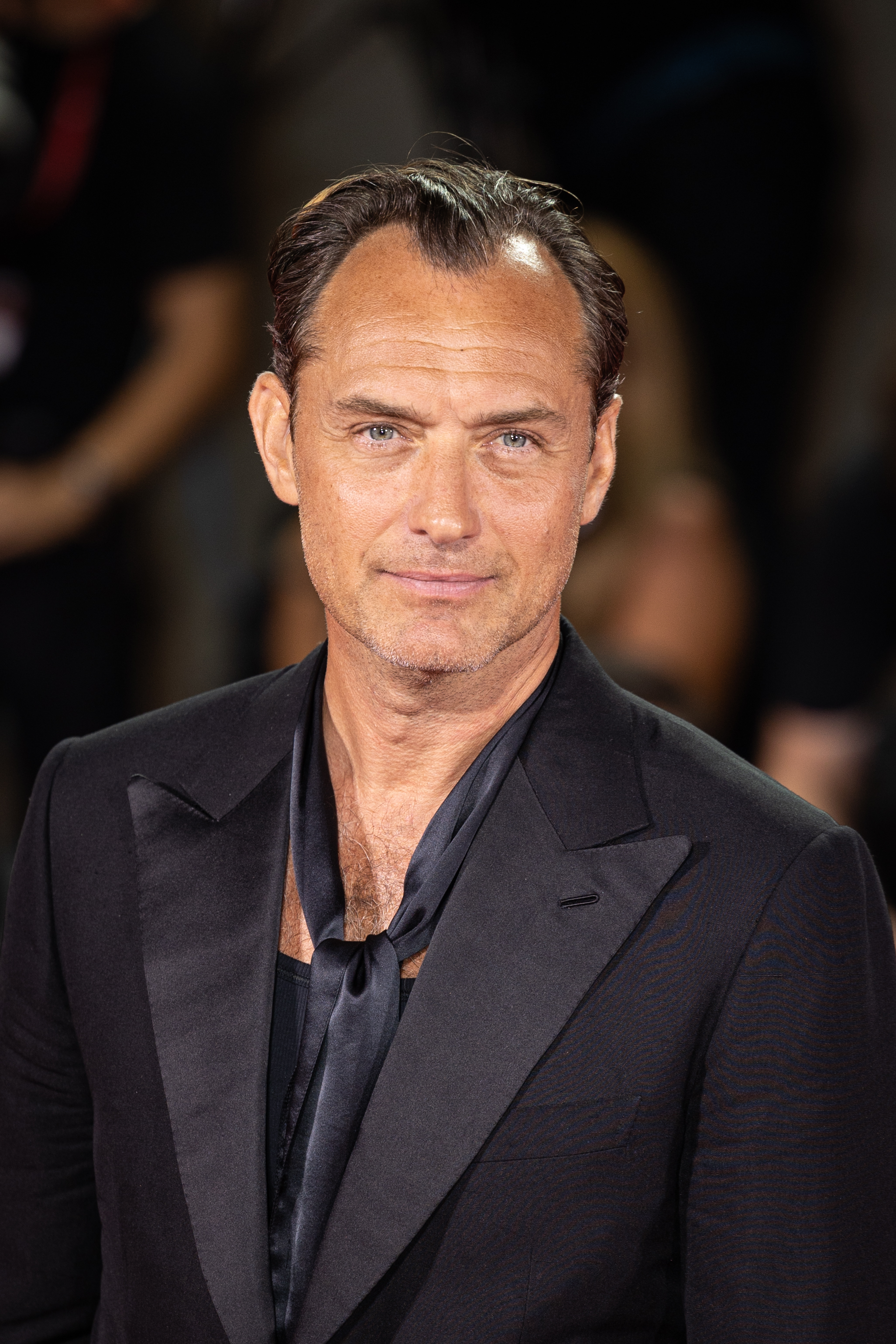
Jude Law (* 1972)

- Law, Katrina (* 1985), US-amerikanische Schauspielerin
- Law, Kelley (* 1966), kanadische Curlerin
- Law, Kimyan (* 1994), kongolesisch-österreichischer Musikkünstler
- Law, Kirby (* 1977), kanadischer Eishockeyspieler
- Law, Leslie (* 1965), britischer Vielseitigkeitsreiter
- Law, Lyman (1770–1842), US-amerikanischer Politiker
- Law, Michael Andrew (* 1982), hongkong-chinesischer Künstler, Maler, Filmproduzent, Kunsthändler und Galerieinhaber
- Law, Nathan (* 1993), hongkong-chinesischer Politiker
- Law, Nicky (* 1988), englischer Fußballspieler
- Law, Peter (* 1943), britischer Schauspieler und ehemaliger Lehrer
- Law, Peter (1948–2006), britischer Politiker
- Law, Phillip (1912–2010), australischer Polarforscher
- Law, Phyllida (* 1932), schottische SchauspielerinPhyllida Law (* 1932)

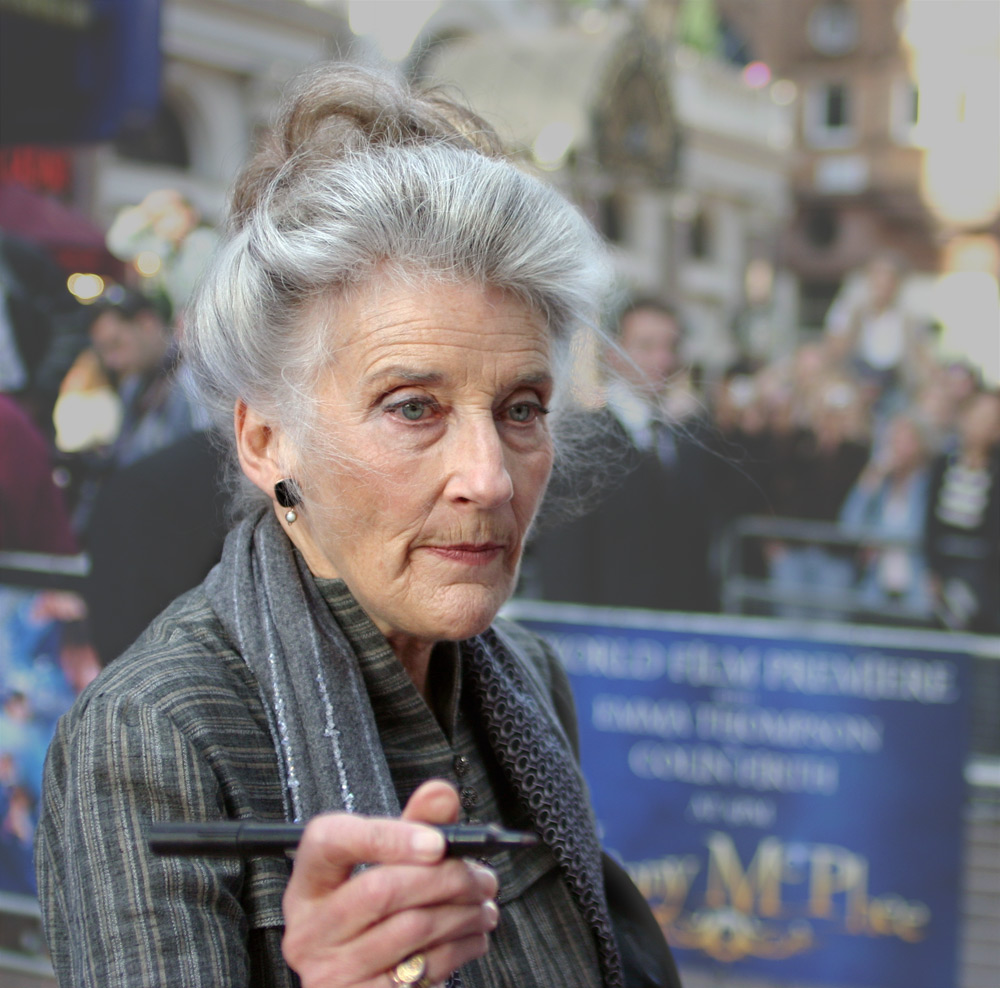
Phyllida Law (* 1932)

- Law, Richard (1733–1806), US-amerikanischer Jurist und Politiker
- Law, Richard, 1. Baron Coleraine (1901–1980), britischer Politiker, Unterhausabgeordneter, Oberhausmitglied und Bildungsminister
- Law, Richard, 8. Baron Ellenborough (1926–2013), britischer Peer und Politiker (Conservative Party)
- Law, Rick (* 1969), US-amerikanischer Comiczeichner
- Law, Rodman (1885–1919), amerikanischer Fallschirmspringer, Base-Jumper und Fassadenkletterer
- Law, Ruth (1887–1970), US-amerikanische Flugpionierin
- Law, Sallie Chapman Gordon (1805–1894), US-amerikanische Krankenschwester (Konföderierte Staaten)
- Law, Scott (* 1991), australischer Bahn- und Straßenradrennfahrer
- Law, Stephen (* 1960), englischer Philosoph und Autor
- Law, Teik Hock (1922–2010), malaysischer Badmintonspieler
- Law, Thomas (* 1992), britischer Schauspieler
- Law, Ty (* 1974), US-amerikanischer American-Football-Spieler
- Law, Vance (* 1956), US-amerikanischer Baseballspieler
- Law, Vern (* 1930), US-amerikanischer Baseballspieler
- Law, Wing-fai (* 1949), chinesischer Komponist

### Lawa
- Lawaczeck, Axel (* 1969), deutscher Schriftsteller
- Lawaczeck, Ernst (1890–1950), deutscher Arzt, Bürgermeister (NSDAP) und NS-Parteifunktionär
- Lawaczeck, Franz (1880–1969), deutscher Ingenieur, Professor für Hydraulik, Erfinder und früher Wirtschaftsideologe der NSDAP und des NS-Regimes
- Lawaczeck, Paul (1878–1942), deutscher Arzt, Bürgermeister (NSDAP) und NS-Parteifunktionär
- Lawaetz, Johann Daniel (1750–1826), deutscher Kaufmann und SozialreformerJohann Daniel Lawaetz (1750–1826)

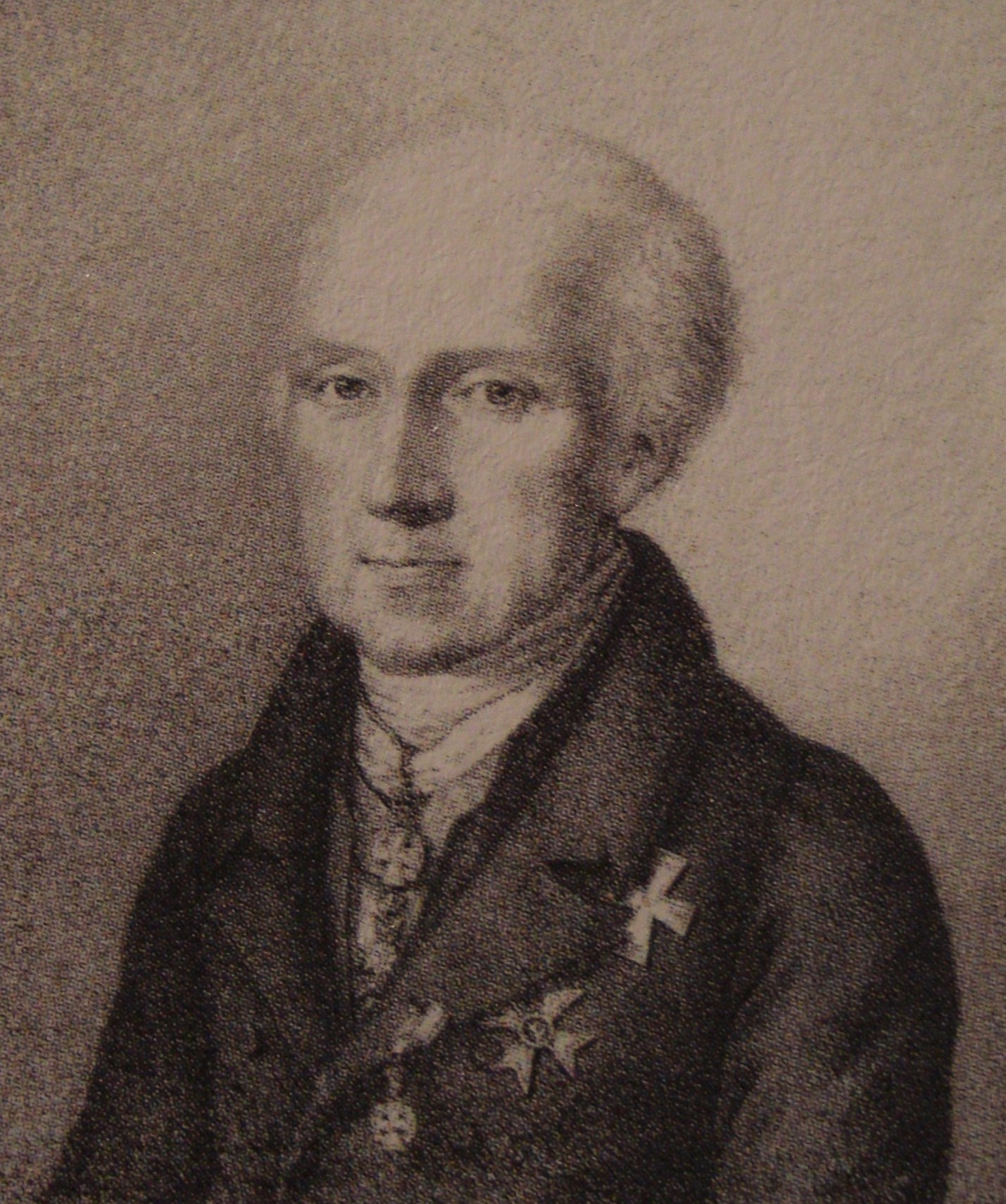
Johann Daniel Lawaetz (1750–1826)

- Lawal, Amina, nigerianische Frau, die von einem Schari'a-Gericht zur Steinigung verurteilt
- Lawal, Gani (* 1988), US-amerikanisch-nigerianischer Basketballspieler
- Lawal, Garba (* 1974), nigerianischer Fußballspieler, Trainer und Funktionär
- Lawal, Mudashiru (1954–1991), nigerianischer Fußballspieler
- Lawal, Muhammed (* 1981), US-amerikanischer Ringer
- Lawal, Olaseni (* 1986), US-amerikanisch-nigerianischer Basketballspieler
- Lawal, Raheem (* 1990), nigerianischer Fußballspieler
- Lawal, Tobias (* 2000), österreichischer Fußballspieler
- Lawal, Tola, US-amerikanische Schauspielerin und Hörspielsprecherin
- Lawall, Erich (1899–1973), deutscher Jurist
- Lawall, Karin (* 1949), deutsche Politikerin (SPD), MdL
- Lawall, Leah (* 2003), deutsche Taekwondoin
- Lawall, Wilhelm (* 1908), deutscher Politiker (SPD)
- Lawan, Rawez (* 1987), schwedischer Fußballspieler
- Lawani, Anselm Pendo (* 1970), nigerianischer römisch-katholischer Geistlicher, Bischof von Ilorin
- Lawarée, Axel (* 1973), belgischer Fußballspieler und SportdirektorAxel Lawarée (* 1973)

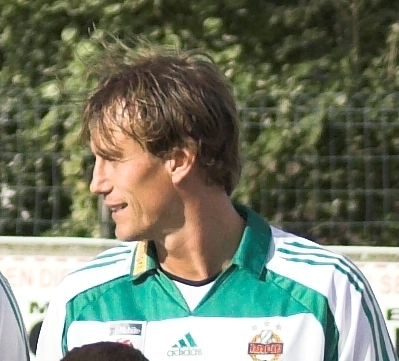
Axel Lawarée (* 1973)

- Lawaty, Andreas (* 1953), deutscher Historiker und Slawist
- Lawätz, Ferdinand Otto Vollrath (1751–1840), deutsch-dänischer Jurist, Gutsbesitzer, Autor und Beamter
- Lawätz, Heinrich Wilhelm (1748–1825), deutscher Dramatiker, Lyriker, Syndikus des Klosters Uetersen und Justizrat

### Lawd
- Lawder, Robert, schottischer Geistlicher

### Lawe
- Lawecki, Johannes (* 1931), deutscher Fußballtorwart
- Laweikin, Alexander Iwanowitsch (* 1951), sowjetischer Kosmonaut, Ingenieur
- Lawel, Chékou Koré (* 1957), nigrischer General
- Läwen, Arthur (1876–1958), deutscher Chirurg und Hochschullehrer
- Lawerezki, Nikolai Akimowitsch (1837–1907), russischer Bildhauer und Hochschullehrer
- Lawes, Courtney (* 1989), englischer Rugbyspieler
- Lawes, Henry († 1662), englischer Komponist
- Lawes, Henry († 1999), jamaikanischer Musikproduzent
- Lawes, John Bennet (1814–1900), britischer Agrikulturchemiker
- Lawes, Kaitlyn (* 1988), kanadische Curlerin
- Lawes, William (1602–1645), englischer Komponist
- Lawesson, Sven-Olov (1926–1988), schwedischer Chemiker

### Lawf
- Lawford, Betty (1912–1960), britische Schauspielerin
- Lawford, Christopher (1955–2018), US-amerikanischer Film- und Fernsehschauspieler sowie BuchautorChristopher Lawford (1955–2018)

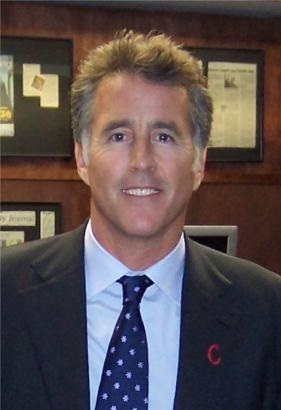
Christopher Lawford (1955–2018)

- Lawford, Herbert (1851–1925), britischer Tennisspieler
- Lawford, Peter (1923–1984), britischer Schauspieler
- Lawford, Sydney Turing Barlow (1865–1953), britischer Offizier

### Lawh
- Lawhead, Stephen (* 1950), US-amerikanischer Schriftsteller
- Lawhorn, Sammy (1935–1990), US-amerikanischer Bluesgitarrist

### Lawi
- Lawick, Hugo van (1937–2002), niederländischer Tierfilmer und Fotograf
- Lawin, Gerhard (1890–1960), deutscher evangelischer Pfarrer und Politiker (DVP), MdL
- Lawin, Peter (1930–2002), deutscher Intensivmediziner
- Lawinky, Thomas (* 1964), deutscher Schauspieler
- Lawino, Patrick (* 1975), ugandischer Bahnradsportler
- Lawinonkié, Marguerite Vincent (1783–1865), kanadische Künstlerin der First Nations
- Lawinski, Alexander Stepanowitsch (1776–1844), russischer Politiker
- Lawinski, Anton Michailowitsch (1893–1968), russischer Architekt, Bildhauer und Grafiker
- Lawiszus, Natascha (* 1989), deutsche Schauspielerin

### Lawj
- Lawjorow Nikolai Pawlowitsch (1930–2016), russischer Geologe, Geochemiker, Hochschullehrer und Politiker

### Lawl
- Lawlars, Ernest (1900–1961), US-amerikanischer Bluesgitarrist, Sänger und Songschreiber
- Lawler, Brian (1972–2018), amerikanischer Wrestler
- Lawler, Chris (* 1943), englischer Fußballspieler
- Lawler, Debbie (* 1952), US-amerikanische Motorrad-Stuntperformerin
- Lawler, Eugene (1933–1994), US-amerikanischer Mathematiker
- Lawler, Evelyn (1929–2023), US-amerikanische Sprinterin, Hürdenläuferin, Hoch- und Weitspringerin
- Lawler, Frank (1842–1896), US-amerikanischer Politiker
- Lawler, Gregory F. (* 1955), US-amerikanischer Mathematiker
- Lawler, Jerry (* 1949), US-amerikanischer WrestlerJerry Lawler (* 1949)

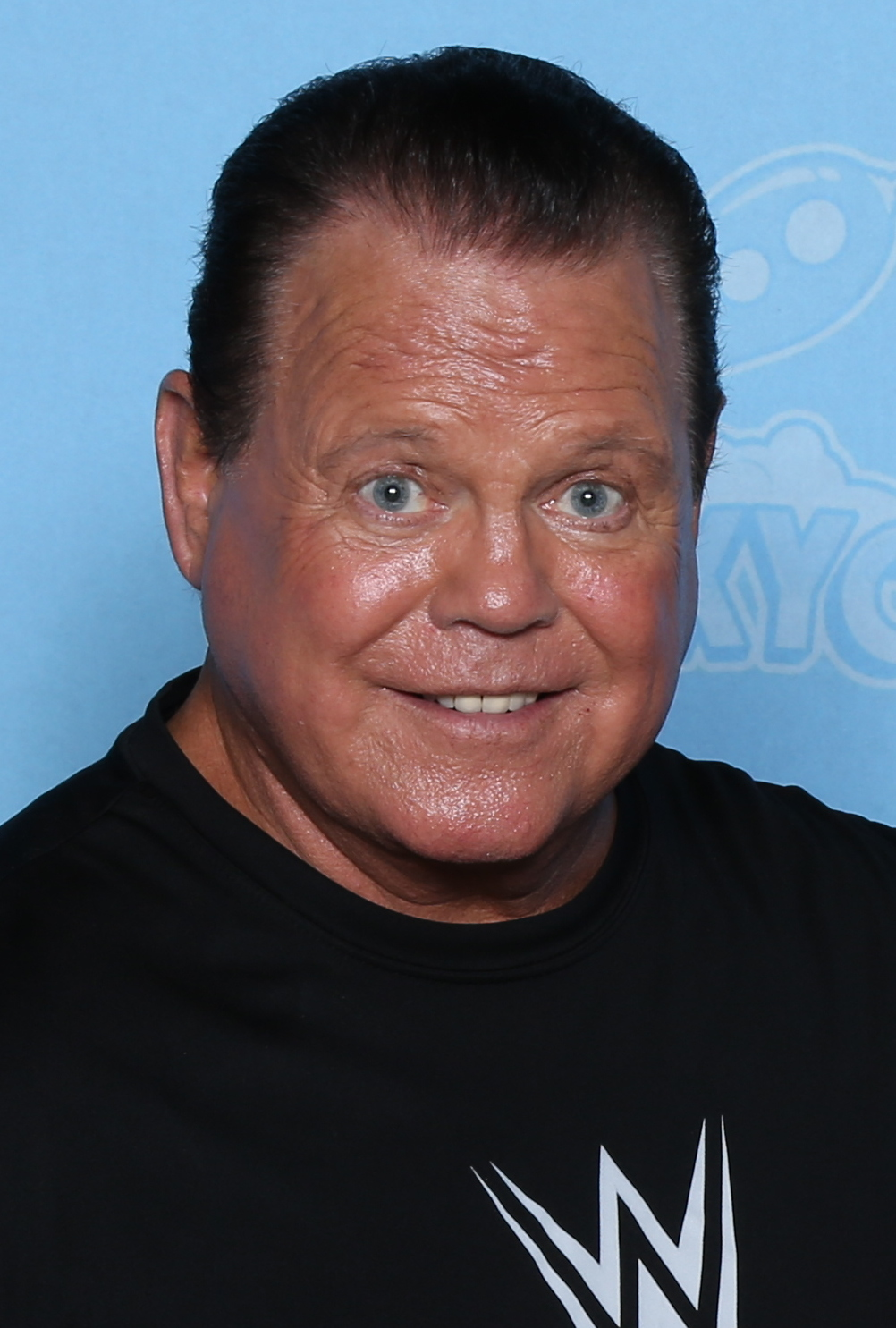
Jerry Lawler (* 1949)

- Lawler, Joab (1796–1838), US-amerikanischer Prediger und Politiker
- Lawler, Justus George (* 1927), US-amerikanischer römisch-katholischer Theologe
- Lawler, Louise (* 1947), US-amerikanische Künstlerin (Fotografie, Materialbilder, Installationen)
- Lawler, Marcus (* 1995), irischer Sprinter
- Lawler, Mary (1944–1998), US-amerikanische Eisschnellläuferin
- Lawler, Mike (* 1986), US-amerikanischer Politiker
- Lawler, Rod (* 1971), englischer Snookerspieler
- Lawless, Blackie (* 1956), amerikanischer MusikerBlackie Lawless (* 1956)

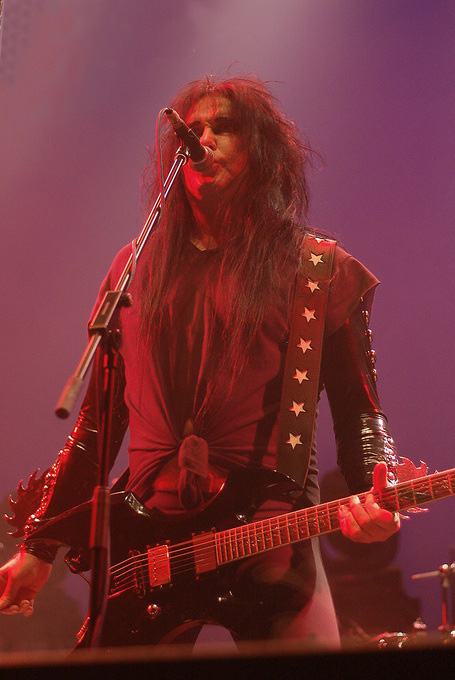
Blackie Lawless (* 1956)

- Lawless, Chris (* 1995), britischer Radrennfahrer
- Lawless, James (* 1976), irischer Politiker
- Lawless, Jean, irische Badmintonspielerin
- Lawless, Jim (* 1934), britischer Musiker
- Lawless, Louie (* 1942), kanadischer Schauspieler, Filmproduzent und Filmregisseur
- Lawless, Lucy (* 1968), neuseeländische Schauspielerin, Filmproduzentin und Sängerin
- Lawless, Paul, irischer Politiker
- Lawless, Rudy († 2017), US-amerikanischer Jazz-Schlagzeuger
- Lawless, Steven (* 1991), schottischer Fußballspieler
- Lawley, Arthur, 6. Baron Wenlock (1860–1932), britischer Kolonialverwalter, Gouverneur von Western Australia und Madras
- Lawley, Beilby, 3. Baron Wenlock (1849–1912), britischer Politiker und Kolonialbeamter
- Lawley, Kian (* 1995), US-amerikanischer Webvideoproduzent und Schauspieler
- Lawley, Mel (* 1994), englische Fußballspielerin
- Lawley, Philip D. (1927–2011), britischer Chemiker und Krebsforscher
- Lawlor, Anthony (* 1959), irischer Politiker
- Lawlor, Eric (1937–2012), englischer Snookerspieler
- Lawlor, George (* 1968), irischer Politiker
- Lawlor, John (1934–2018), irischer Hammerwerfer
- Lawlor, Kazuki (* 1998), japanischer Eishockeyspieler
- Lawlor, Liam (1945–2005), irischer Politiker (Fianna Fáil)
- Lawlor, Madison (* 1995), US-amerikanische Schauspielerin
- Lawlor, Mary (* 1952), irische Erziehungswissenschaftlerin und Menschenrechtsexpertin
- Lawlor, Sean (1954–2009), irischer Film- und Theaterschauspieler sowie Dramatiker
- Lawluvi, Beatrice, ghanaische Musikerin und Tänzerin

### Lawn
- Lawn, Joanna (* 1973), neuseeländische Triathletin
- Lawn, Sam (1906–1971), australischer Politiker, Abgeordneter
- Lawnick, Reinhold (1902–1995), deutscher Ingenieur und Funktionär der NSDAP
- Lawniczak, Jean-Marie (* 1942), französischer Fußballspieler

### Lawo
- Lawon, Pinchas (1904–1976), israelischer Politiker
- Lawonn, Kai (* 1985), deutscher Informatiker und Hochschullehrer
- Lawory, Christian (* 2001), deutscher American-Football-Spieler
- Lawotschkin, Semjon Alexejewitsch (1900–1960), sowjetischer Flugzeugkonstrukteur und der Leiter des Konstruktionsbüros Lawotschkin

### Lawr
- Lawrance, Charles (1882–1950), US-amerikanischer Ingenieur und Geschäftsmann
- Lawrence, Abbott (1792–1855), US-amerikanischer Politiker
- Lawrence, Albert (* 1961), jamaikanischer Sprinter
- Lawrence, Alfred, 1. Baron Trevethin (1843–1936), britischer Jurist und Lorf Chief Justice of England
- Lawrence, Allan (1925–2008), kanadischer Politiker
- Lawrence, Allan (1930–2017), australisch-US-amerikanischer Leichtathlet und Autor
- Lawrence, Amanda (* 1971), britische Theater- und Filmschauspielerin
- Lawrence, Amos Adams (1814–1886), US-amerikanischer Unternehmer
- Lawrence, André (* 1939), kanadischer Schauspieler
- Lawrence, Andrea (* 1946), US-amerikanische Informatikerin
- Lawrence, Andrew (* 1988), US-amerikanischer Schauspieler und Synchronsprecher
- Lawrence, Andy (* 1954), britischer Komponist, Arrangeur, Sänger und Instrumentalist
- Lawrence, Anthony (1928–2024), US-amerikanischer Drehbuchautor und Schauspieler
- Lawrence, Arnie (1938–2005), US-amerikanischer Jazz-Tenorsaxophonist, Musikpädagoge und Komponist
- Lawrence, Arnold Walter (1900–1991), britischer Klassischer Archäologe
- Lawrence, Ashley (* 1995), kanadische Fußballspielerin
- Lawrence, Azar (* 1952), US-amerikanischer Jazz-Saxophonist
- Lawrence, Barbara (1930–2013), US-amerikanische Schauspielerin
- Lawrence, Bill (1931–2013), US-amerikanischer Jazzmusiker und Komponist
- Lawrence, Bill (* 1968), US-amerikanischer Produzent, Drehbuchautor und RegisseurBill Lawrence (* 1968)

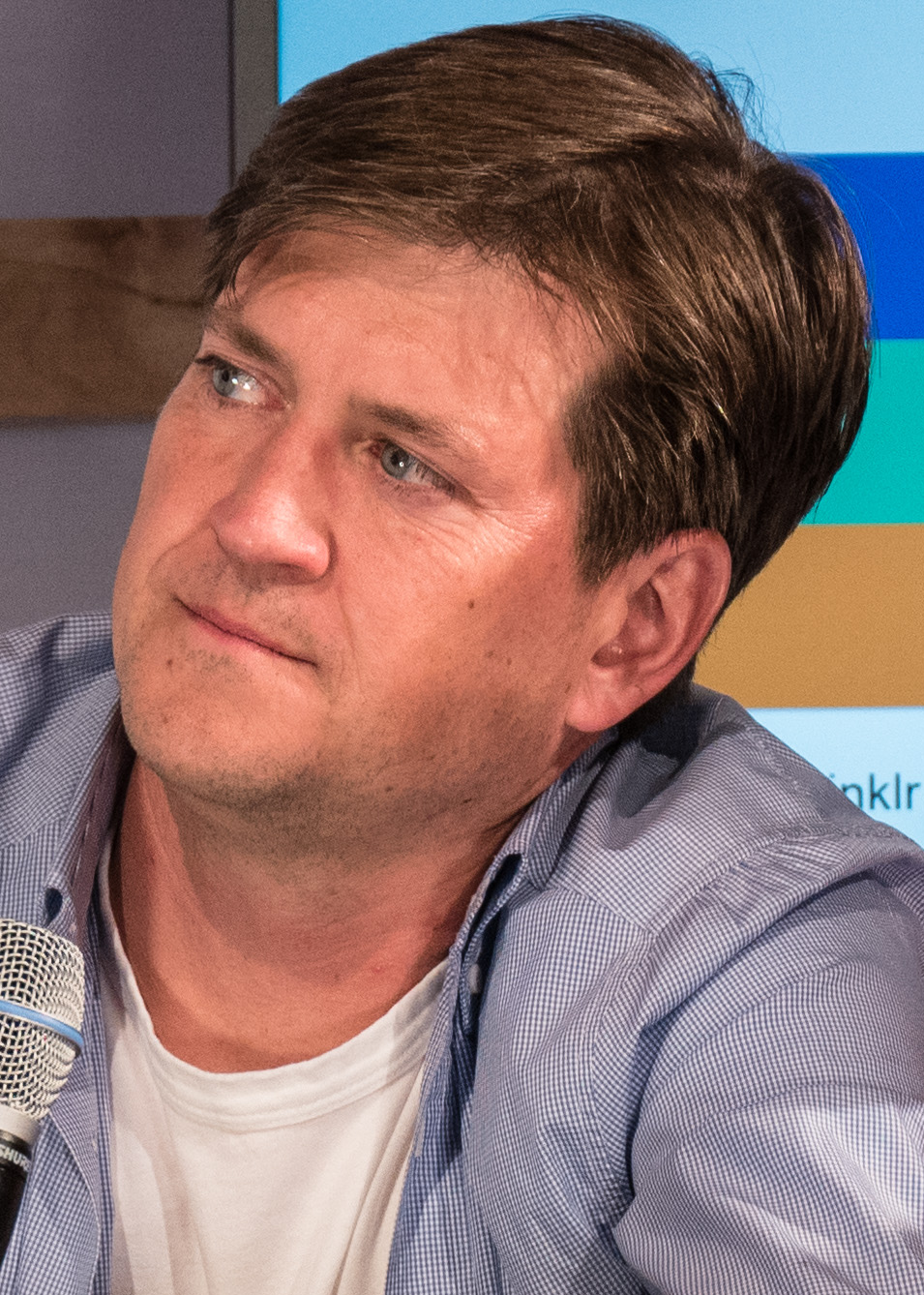
Bill Lawrence (* 1968)

- Lawrence, Brenda (* 1954), US-amerikanische Politikerin der Demokratischen Partei
- Lawrence, Brijesh (* 1989), Leichtathlet von St. Kitts und Nevis
- Lawrence, Bruce († 2015), US-amerikanischer Kontrabassist
- Lawrence, Bruno (1941–1995), englischer Musiker und Schauspieler
- Lawrence, Carmen (* 1948), australische Politikerin
- Lawrence, Carol (* 1932), US-amerikanische Schauspielerin
- Lawrence, Carolyn (* 1967), US-amerikanische Synchronsprecherin
- Lawrence, Charlie, US-amerikanischer Jazz-Musiker (Altsaxophon, Klarinette), Arrangeur und Komponist
- Lawrence, Charlotte (* 2000), US-amerikanische Sängerin
- Lawrence, Chris, Filmtechniker für visuelle Effekte
- Lawrence, Chris (1933–2011), britischer Automobilrennfahrer
- Lawrence, Claude (* 1944), amerikanischer Jazzmusiker
- Lawrence, Climax (* 1979), indischer Fußballspieler
- Lawrence, Cornelius Van Wyck (1791–1861), US-amerikanischer Politiker
- Lawrence, Cyril (1920–2020), englischer Fußballspieler
- Lawrence, D. H. (1885–1930), britischer SchriftstellerD. H. Lawrence (1885–1930)

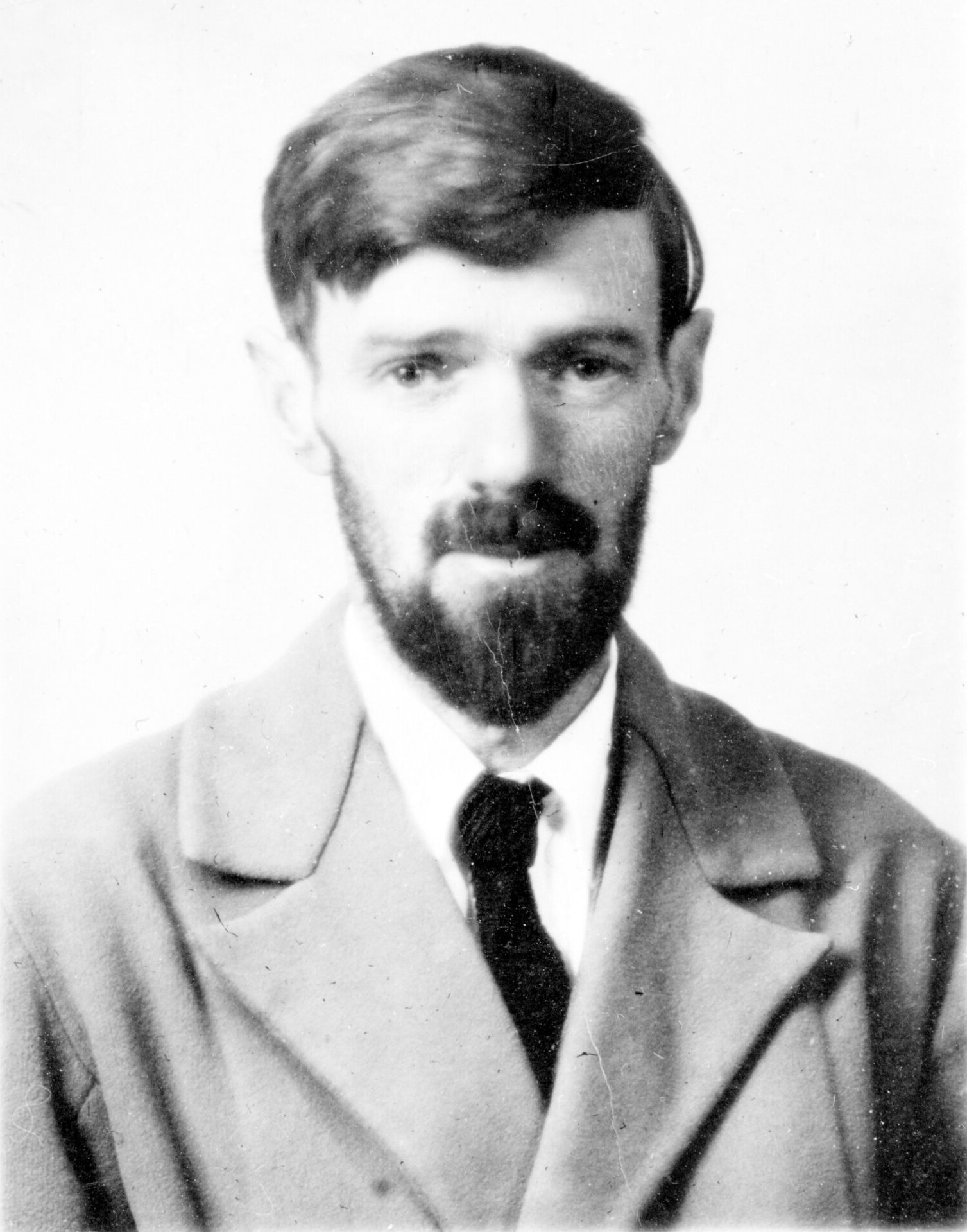
D. H. Lawrence (1885–1930)

- Lawrence, Dan (* 1997), englischer Cricketspieler
- Lawrence, David (1964–2025), englischer Cricketspieler
- Lawrence, David Leo (1889–1966), US-amerikanischer Politiker
- Lawrence, David Nessim (* 1960), US-amerikanischer Komponist, Musikproduzent und Schauspieler
- Lawrence, Debbi (* 1961), US-amerikanische Geherin
- Lawrence, Delphi (1932–2002), britische Schauspielerin
- Lawrence, DeMarcus (* 1992), US-amerikanischer American-Football-Spieler
- Lawrence, Dennis (* 1965), kanadischer Skilangläufer
- Lawrence, Dennis (* 1974), trinidadischer Fußballtrainer
- Lawrence, Dexter (* 1997), US-amerikanischer American-Football-Spieler
- Lawrence, Don (1928–2003), britischer Comiczeichner
- Lawrence, Doreen, Baroness Lawrence of Clarendon (* 1952), jamaikanisch-britische Bürgerrechtlerin, Menschenrechtlerin und Politikerin der Labour Party
- Lawrence, Dorothy (1896–1964), englische Reporterin
- Lawrence, Doug (* 1956), US-amerikanischer Jazzmusiker
- Lawrence, Edmund Wickham (* 1932), Generalgouverneur von St. Kitts und Nevis
- Lawrence, Effingham (1820–1878), US-amerikanischer Politiker
- Lawrence, Elisha (1746–1799), US-amerikanischer Politiker
- Lawrence, Elliot (1925–2021), US-amerikanischer Jazzpianist
- Lawrence, Ernest (1901–1958), US-amerikanischer AtomphysikerErnest Lawrence (1901–1958)

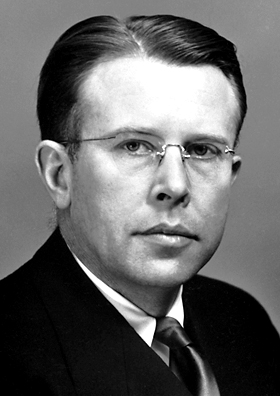
Ernest Lawrence (1901–1958)

- Lawrence, Eugene (* 1986), US-amerikanischer Basketballspieler
- Lawrence, Fenda, westafrikanische Sklavenhändlerin
- Lawrence, Florence (1886–1938), kanadisch-US-amerikanische Stummfilmschauspielerin
- Lawrence, Francis (* 1971), US-amerikanischer RegisseurFrancis Lawrence (* 1971)

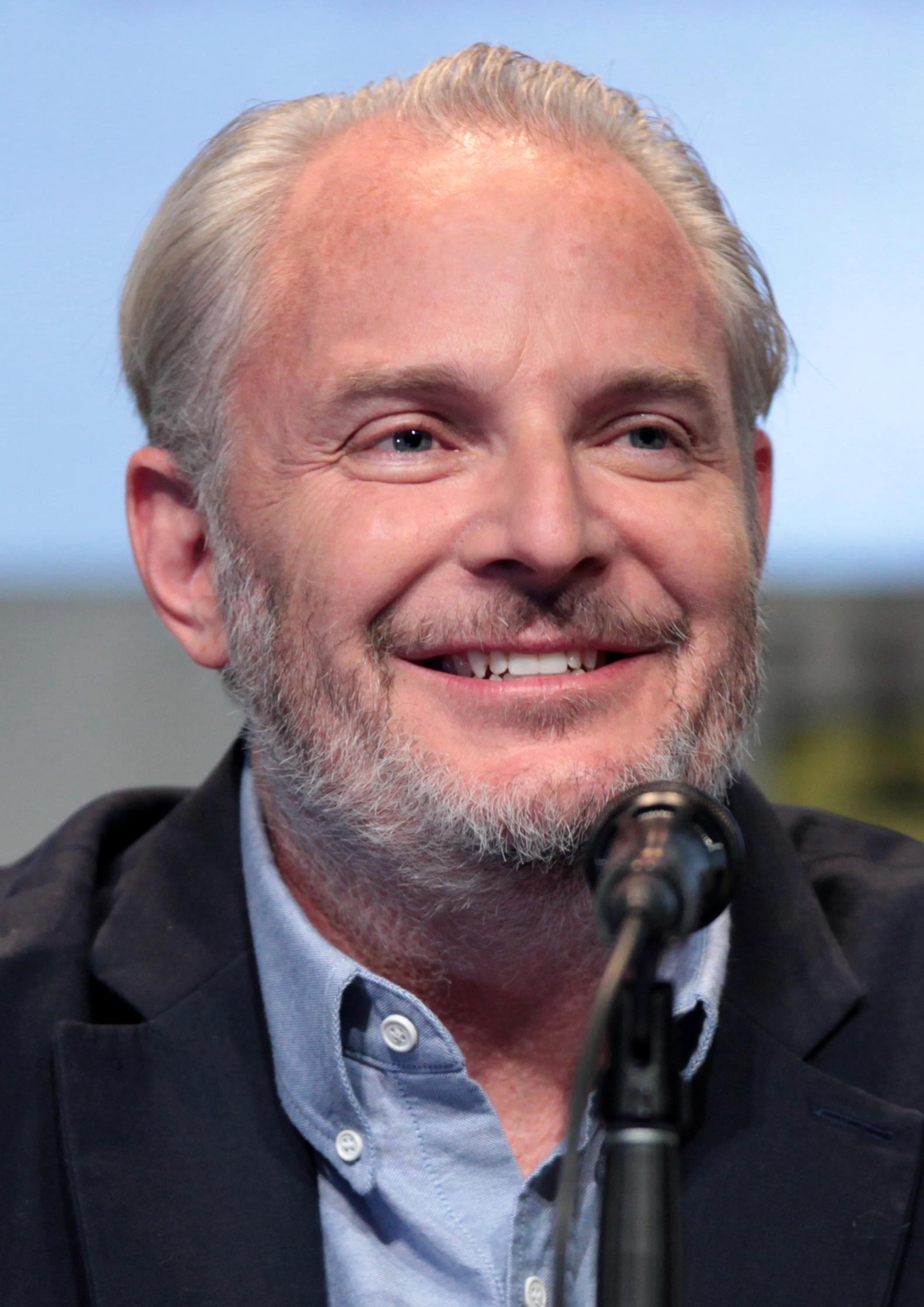
Francis Lawrence (* 1971)

- Lawrence, Fred (* 1887), englischer English-Billiards- und Snookerspieler
- Lawrence, Friedrich August von (1761–1810), deutscher Offizier und Kartograf
- Lawrence, Geoffrey, 1. Baron Oaksey (1880–1971), britischer Jurist und Vorsitzender Richter bei den Nürnberger Prozessen
- Lawrence, George, britischer Gärtner
- Lawrence, George Newbold (1806–1895), US-amerikanischer Geschäftsmann und Amateurornithologe
- Lawrence, George P. (1859–1917), US-amerikanischer Politiker
- Lawrence, George R. (1868–1938), US-amerikanischer Fotograf
- Lawrence, George Van Eman (1818–1904), US-amerikanischer Politiker
- Lawrence, Gertrude (1898–1952), britisch-dänische Film- und Broadway-Schauspielerin
- Lawrence, Henry F. (1868–1950), US-amerikanischer Politiker
- Lawrence, Henry Montgomery (1806–1857), britischer General
- Lawrence, Holly (* 1990), englische Triathletin
- Lawrence, Jack, US-amerikanischer Rockbassist
- Lawrence, Jack (1912–2009), US-amerikanischer Songwriter
- Lawrence, Jacob (1917–2000), US-amerikanischer Maler
- Lawrence, Jacqueline (* 1982), australische Kajakslalomfahrerin
- Lawrence, Jaicko (* 1991), barbadischer Sänger und Songwriter
- Lawrence, James (1781–1813), US-amerikanischer Marineoffizier
- Lawrence, James (1851–1914), US-amerikanischer Jurist und Politiker
- Lawrence, James (* 1992), walisischer Fußballspieler
- Lawrence, James Henry (1773–1840), britischer Autor
- Lawrence, Jamie (* 1992), neuseeländischer Eishockeyspieler
- Lawrence, Jamie (* 2002), deutscher Fußballspieler
- Lawrence, Jennifer (* 1990), US-amerikanische Schauspielerin und FilmproduzentinJennifer Lawrence (* 1990)

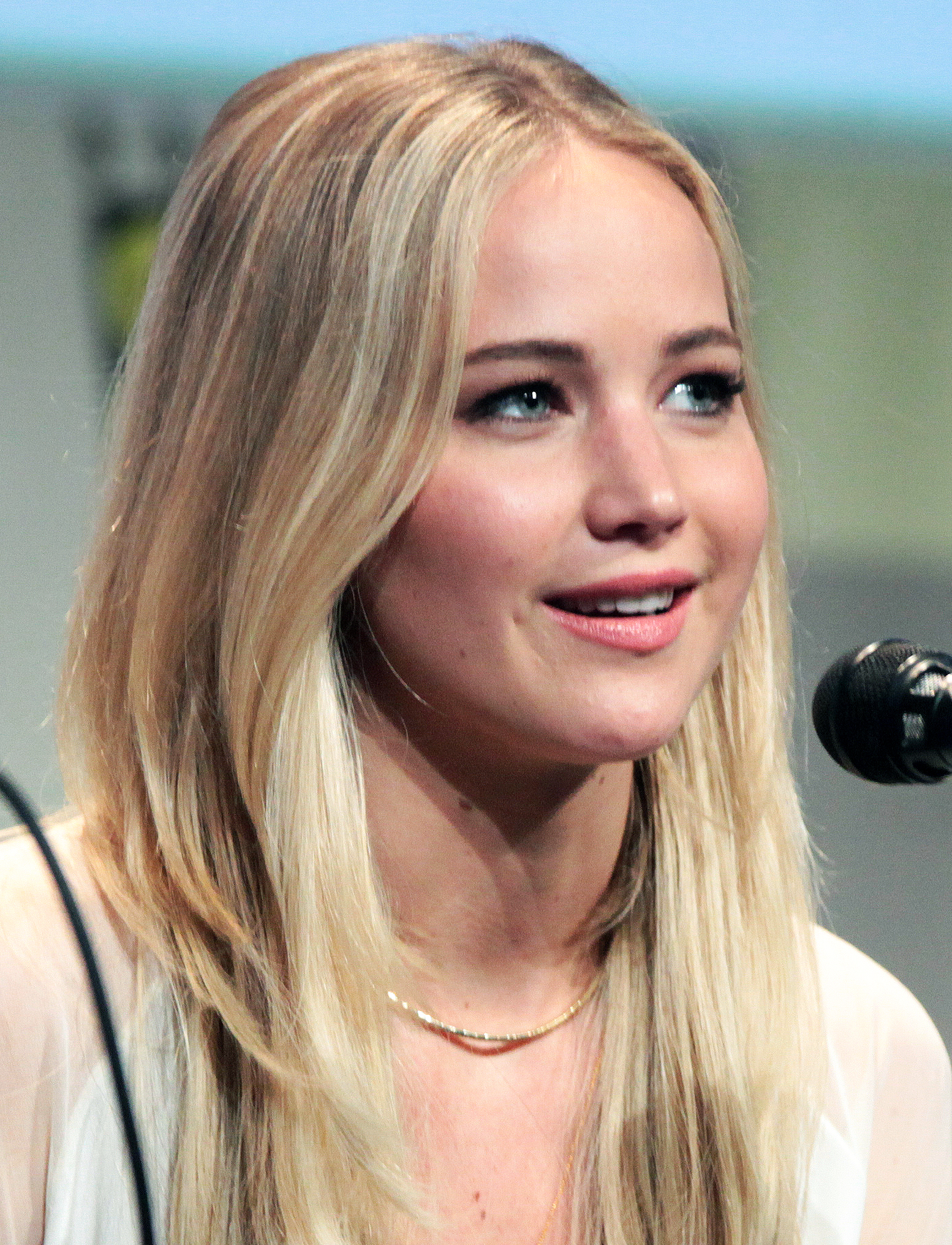
Jennifer Lawrence (* 1990)

- Lawrence, Jimmy (1879–1934), schottischer Fußballspieler und -trainer
- Lawrence, Joey (* 1976), US-amerikanischer Filmschauspieler und Sänger
- Lawrence, John (1921–1998), britischer Autorennfahrer
- Lawrence, John H. (1904–1991), US-amerikanischer Nuklearmediziner
- Lawrence, John W. (1800–1888), US-amerikanischer Politiker
- Lawrence, John, 1. Baron Lawrence (1811–1879), britischer Kolonialbeamter und Vizekönig von Indien
- Lawrence, John, 2. Baron Oaksey (1929–2012), britischer Jockey und Journalist
- Lawrence, Joseph (1786–1842), US-amerikanischer Politiker
- Lawrence, Josh (* 1982), US-amerikanischer Jazzmusiker
- Lawrence, Kemar (* 1992), jamaikanischer Fußballspieler
- Lawrence, Kenneth (* 1964), US-amerikanischer Astronom
- Lawrence, Laurie (* 1941), australischer Schwimmtrainer
- Lawrence, Liam (* 1981), irischer Fußballspieler
- Lawrence, Marc (1910–2005), US-amerikanischer Schauspieler
- Lawrence, Marc (* 1959), US-amerikanischer Drehbuchautor, Filmproduzent und Regisseur
- Lawrence, Marjorie (1907–1979), australische Opernsängerin
- Lawrence, Mark (* 1966), britischer Fantasyautor
- Lawrence, Mark Christopher (* 1964), US-amerikanischer Schauspieler, Stand-up Comedian und SynchronsprecherMark Christopher Lawrence (* 1964)

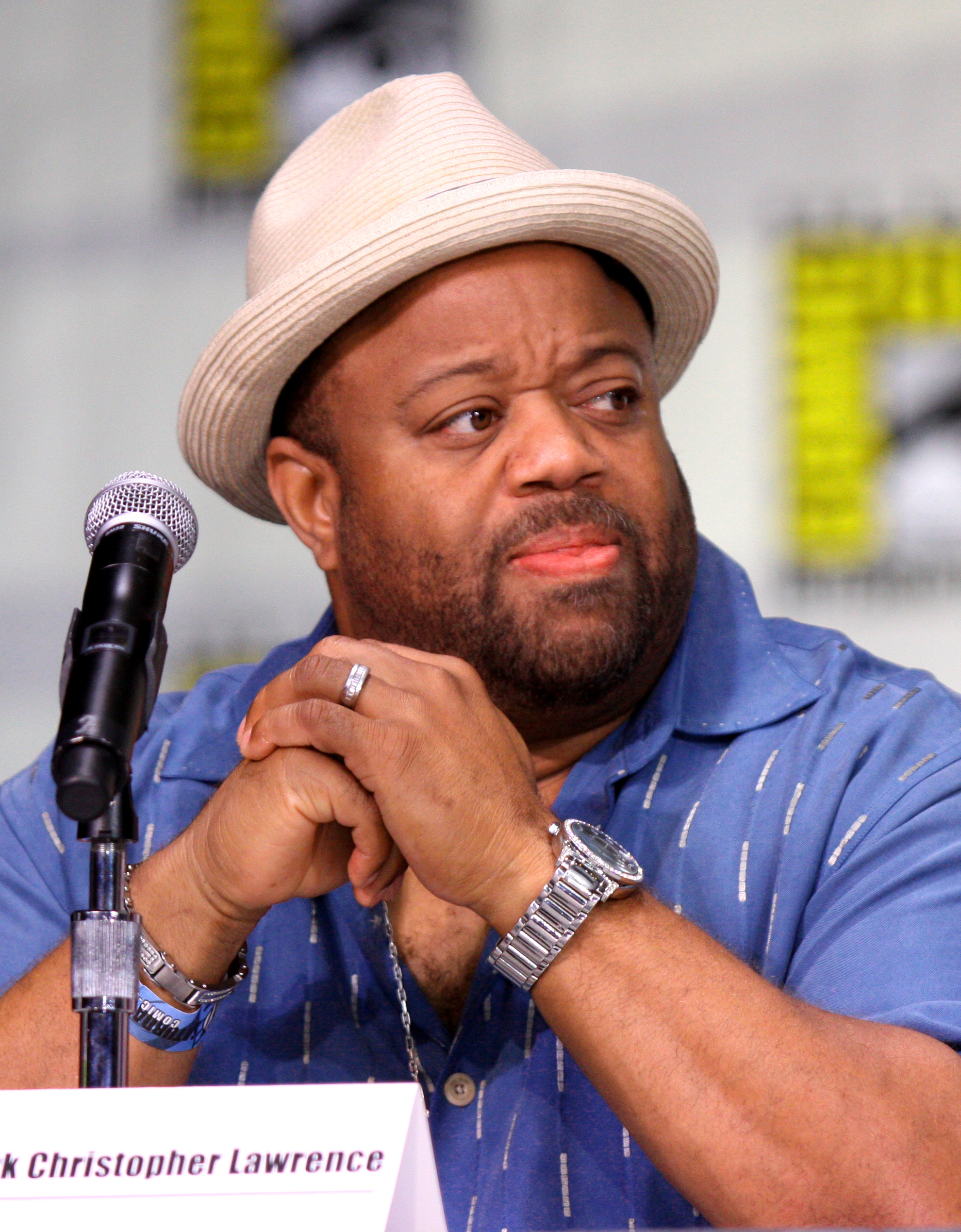
Mark Christopher Lawrence (* 1964)

- Lawrence, Mark G. (* 1969), US-amerikanischer Erdsystem- und Atmosphärenforscher
- Lawrence, Martin (* 1965), US-amerikanischer Schauspieler und ComedianMartin Lawrence (* 1965)

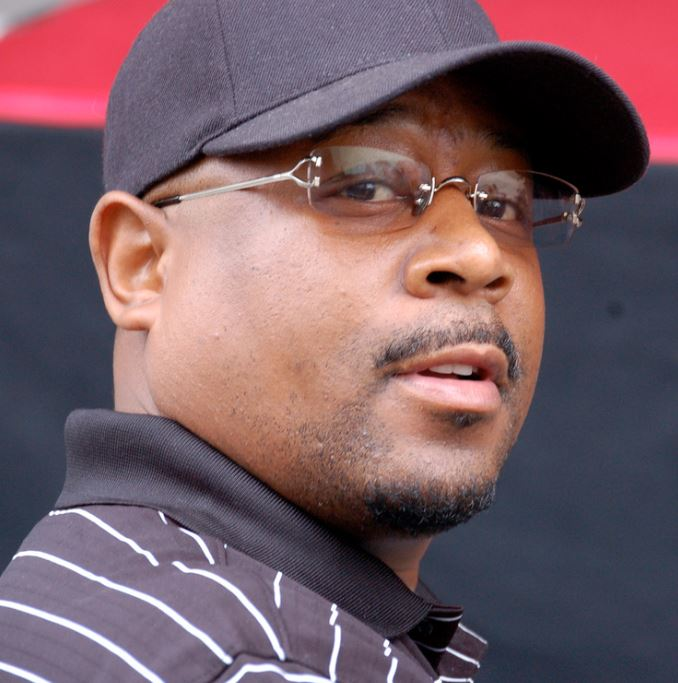
Martin Lawrence (* 1965)

- Lawrence, Mary Wells (1928–2024), US-amerikanische Unternehmerin der Werbebranche
- Lawrence, Matthew (* 1980), US-amerikanischer Filmschauspieler
- Lawrence, Maya (* 1980), US-amerikanische Degenfechterin
- Lawrence, Mel (* 1989), US-amerikanische Hindernisläuferin
- Lawrence, Mike (1945–1983), US-amerikanischer Fusion- und Jazzmusiker
- Lawrence, Nathaniel (1761–1797), US-amerikanischer Jurist und Politiker
- Lawrence, Patrick, 5. Baron Trevethin (* 1960), britischer Adliger und Mitglied des House of Lords
- Lawrence, Paul R. (1922–2011), US-amerikanischer Wirtschaftswissenschaftler
- Lawrence, Penelope (1856–1932), englisch-britische Schulgründerin und Schulleiterin
- Lawrence, Peter (1921–1987), australischer Anthropologe
- Lawrence, Peter Anthony (* 1941), britischer Entwicklungsbiologe
- Lawrence, Peter Lee (1944–1974), deutscher Schauspieler
- Lawrence, Radcliffe (* 1949), jamaikanischer Radrennfahrer
- Lawrence, Reginald Frederick (1897–1987), südafrikanischer Museumsleiter, Zoologe und Parasitologe
- Lawrence, Reginald James (1914–2002), nordirischer Politikwissenschaftler
- Lawrence, Reina (1860–1940), amerikanisch-britische Anwältin und Politikerin
- Lawrence, Richard (1906–1974), US-amerikanischer Bobfahrer
- Lawrence, Richard, Szenenbildner und Artdirector
- Lawrence, Richard D. (1930–2016), US-amerikanischer Offizier, Generalleutnant der US-Army
- Lawrence, Robert († 1535), englischer Kartäuser und römisch-katholischer Heiliger
- Lawrence, Robert (1913–2004), kanadischer Filmeditor
- Lawrence, Robert Henry Jr. (1935–1967), US-amerikanischer Pilot
- Lawrence, Rohn († 2021), US-amerikanischer Jazzmusiker (Gitarre)
- Lawrence, Rolland (* 1951), US-amerikanischer American-Football-Spieler
- Lawrence, Rosina (1912–1997), kanadisch-amerikanische Schauspielerin, Sängerin und Tänzerin
- Lawrence, Ruth (* 1971), britische Mathematikerin, Professorin für Mathematik
- Lawrence, Samuel (1773–1837), US-amerikanischer Jurist und Politiker
- Lawrence, Scott (* 1963), US-amerikanischer Schauspieler und Synchronsprecher für Computerspiele
- Lawrence, Seymour (1926–1994), US-amerikanischer Verleger
- Lawrence, Shadae (* 1995), jamaikanische Leichtathletin
- Lawrence, Sharon (* 1961), US-amerikanische Schauspielerin
- Lawrence, Sidney (1801–1892), US-amerikanischer Jurist und Politiker
- Lawrence, Stephen (1974–1993), britischer Student und Mordopfer
- Lawrence, Steve (1935–2024), US-amerikanischer Popsänger, Entertainer und Schauspieler
- Lawrence, Steve (* 1955), britischer Radrennfahrer
- Lawrence, Susan (1871–1947), englisch-britische Politikerin und Mitglied des House of Commons (Labour)
- Lawrence, T. E. (1888–1935), britischer Offizier, Archäologe, Geheimagent und SchriftstellerT. E. Lawrence (1888–1935)

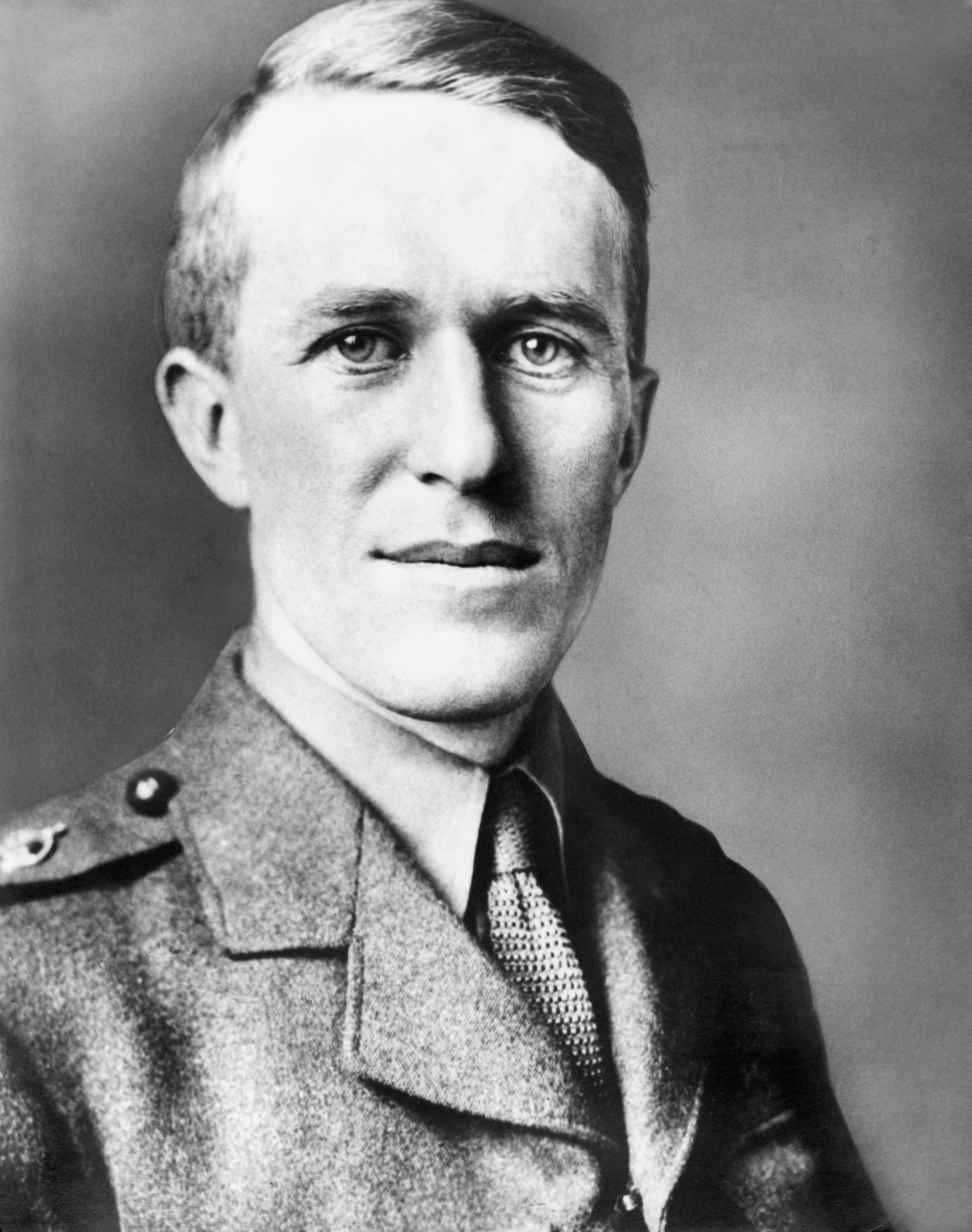
T. E. Lawrence (1888–1935)

- Lawrence, Tayna (* 1975), jamaikanische Sprinterin und Olympiasiegerin
- Lawrence, Thomas († 1714), englischer Kolonialgouverneur der Province of Maryland
- Lawrence, Thomas (1769–1830), englischer Maler
- Lawrence, Thompson (1889–1961), US-amerikanischer Offizier, Generalmajor der US Army
- Lawrence, Tom (* 1994), walisischer Fußballspieler
- Lawrence, Tommy (1940–2018), schottischer Fußballtorhüter
- Lawrence, Tracy (* 1968), US-amerikanischer Country-Sänger
- Lawrence, Trevor (* 1999), US-amerikanischer American-Football-SpielerTrevor Lawrence (* 1999)

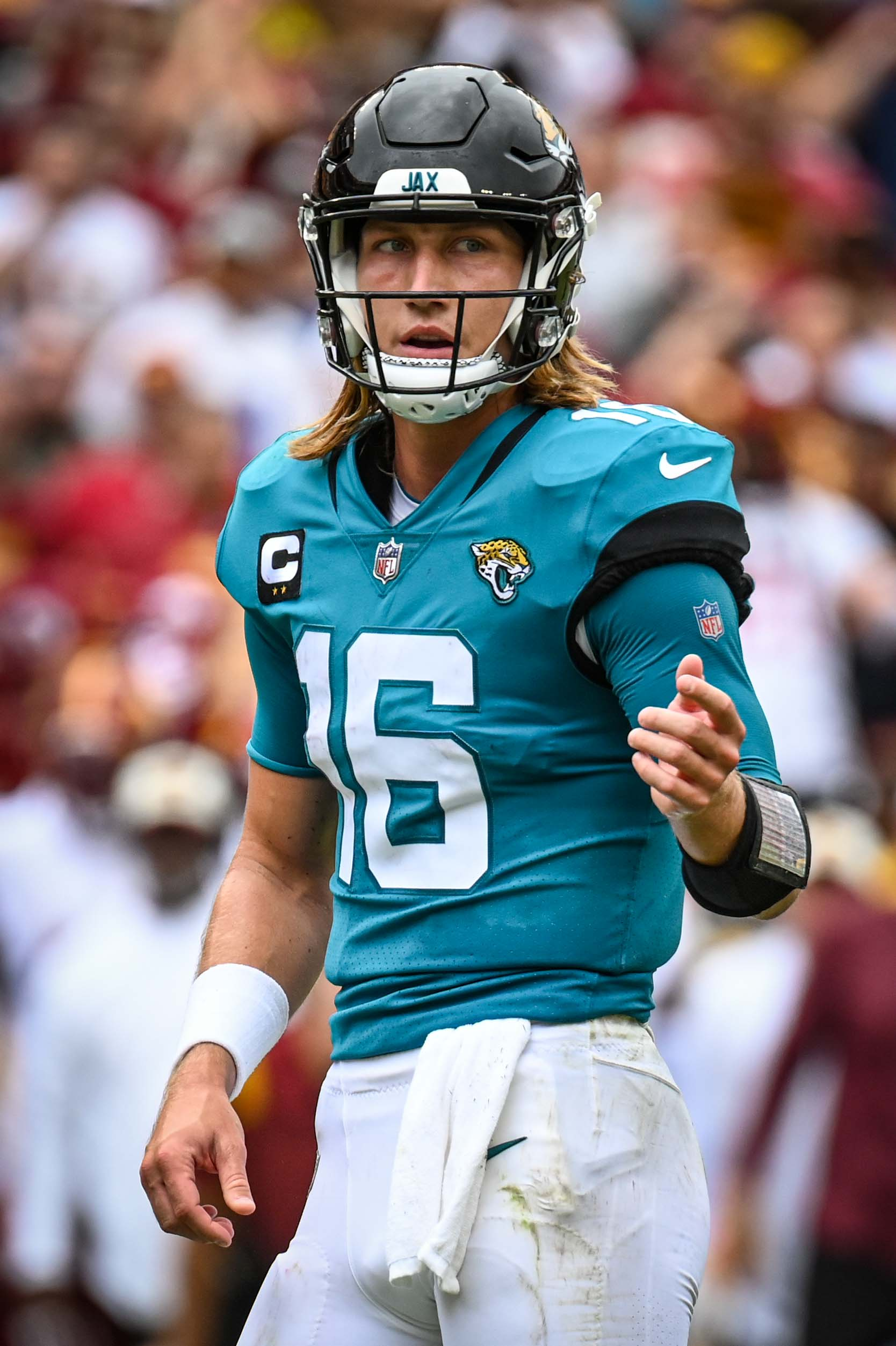
Trevor Lawrence (* 1999)

- Lawrence, Val (* 1936), australische Kugelstoßerin und Diskuswerferin
- Lawrence, Vicki (* 1949), US-amerikanische Schauspielerin, Sängerin und Moderatorin
- Lawrence, Viola (1894–1973), US-amerikanische Filmeditorin
- Lawrence, Wayne (* 1974), westindischer in den USA lebender Dokumentarfotograf
- Lawrence, Wendy Barrien (* 1959), US-amerikanische Astronautin
- Lawrence, William (1814–1895), US-amerikanischer Politiker
- Lawrence, William (1819–1899), US-amerikanischer Politiker
- Lawrence, William (1895–1981), US-amerikanischer Pianist, Sänger und Musikpädagoge
- Lawrence, William Beach (1800–1881), US-amerikanischer Jurist und Politiker
- Lawrence, William P. (1930–2005), US-amerikanischer Vizeadmiral der US Navy
- Lawrence, William T. (1788–1859), US-amerikanischer Jurist und Politiker
- Lawrence, William, 1. Baronet (1783–1867), britischer Mediziner
- Lawrence-Gabriel, Jordan (* 1998), englischer Fußballspieler
- Lawrence-King, Andrew (* 1959), englischer Solo-Harfenist, Continuo-Spieler und Dirigent
- Lawrenenko, Sergei (* 1972), kasachischer Radrennfahrer
- Lawrenow, Zanko (1896–1978), bulgarischer Maler
- Lawrenson, Helen (1907–1982), US-amerikanische Redakteurin und Schriftstellerin
- Lawrenson, Mark (* 1957), irischer Fußballspieler und -trainer
- Lawrentjew, Michail Alexejewitsch (1900–1980), russischer Mathematiker und Physiker
- Lawrentjew, Michail Michailowitsch (1932–2010), russischer Mathematiker
- Lawrentjew, Oleg Alexandrowitsch (1926–2011), russischer Physiker
- Lawrentjew, Sergei Nikolajewitsch (* 1972), russischer Fußballtrainer
- Lawrentjewa, Jekaterina Alexandrowna (* 1981), russische Naturbahnrodlerin
- Lawrentschuk, Julija (* 1978), ukrainische Eiskunstläuferin
- Lawrentz, Gerhard (* 1945), deutscher Politiker (CDU), MdA
- Lawrentz, Ute, deutsche Journalistin und Fernsehmoderatorin
- Lawrenz, Antonie (* 2001), deutsche Schauspielerin
- Lawrenz, Arne (* 1964), deutscher Veterinär, Zoodirektor in WuppertalArne Lawrenz (* 1964)

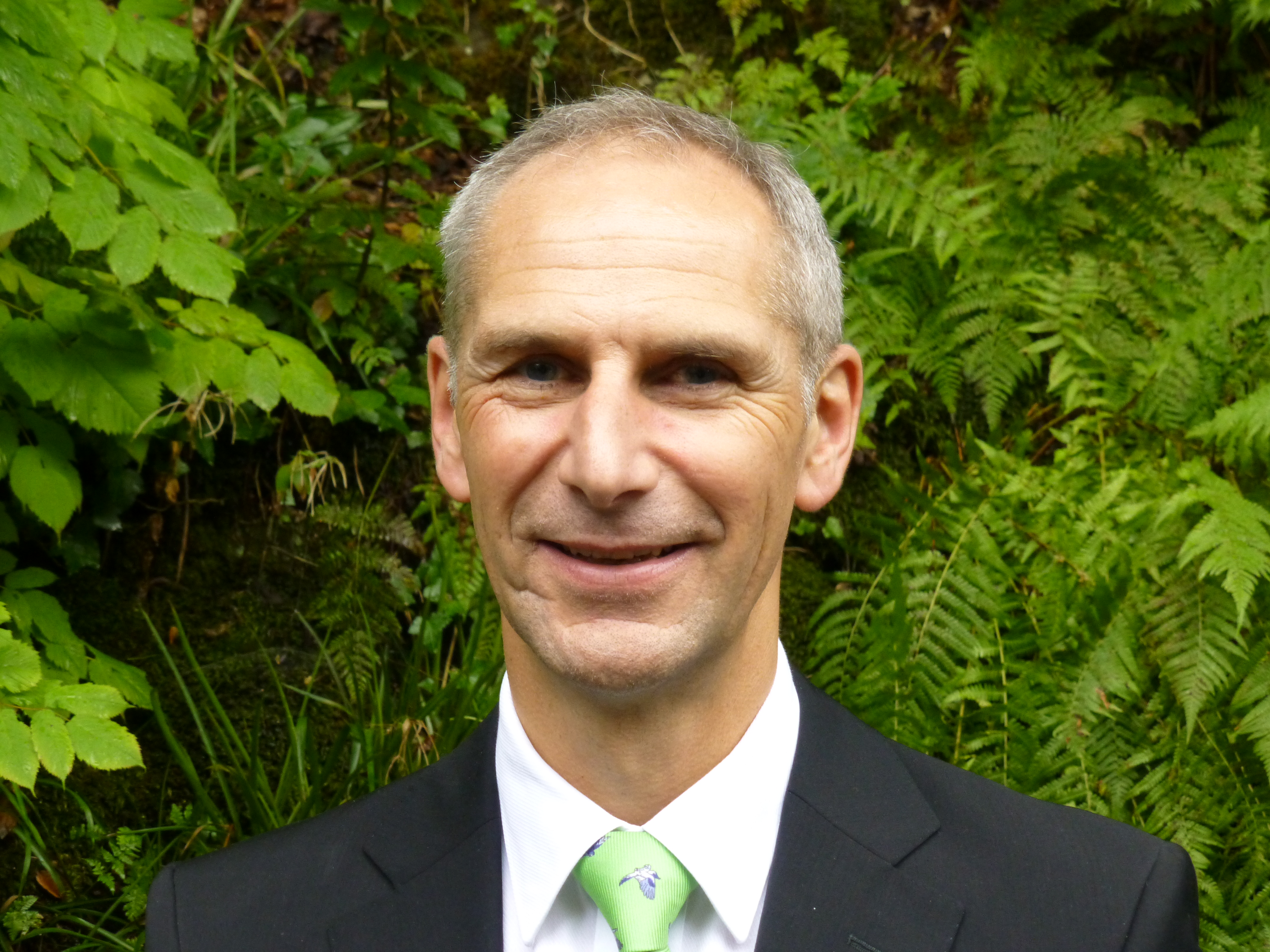
Arne Lawrenz (* 1964)

- Lawrenz, Bernd (* 1945), deutscher Badmintonspieler
- Lawrenz, Olaf (1931–2021), deutscher Leichtathlet
- Lawrie, Abigail (* 1997), schottische Schauspielerin
- Lawrie, Alexander (1828–1917), US-amerikanischer Landschaftsmaler und Porträtmaler der Düsseldorfer Schule und der Hudson River School
- Lawrie, Joe S. (1914–2009), US-amerikanischer Offizier, Generalmajor der US-Army
- Lawrie, Lee (1877–1963), US-amerikanischer Bildhauer deutscher Herkunft
- Lawrie, Paul (* 1969), schottischer GolfsportlerPaul Lawrie (* 1969)

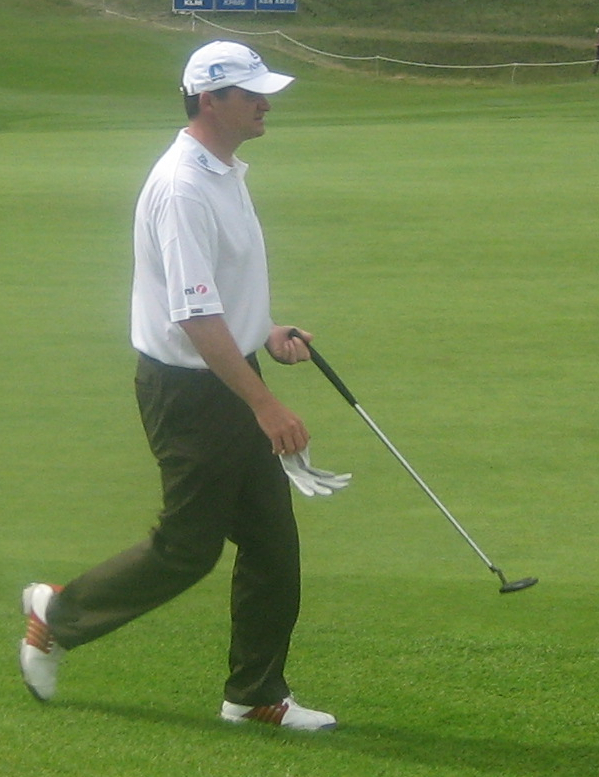
Paul Lawrie (* 1969)

- Lawrie, Paulaseer (1921–1989), indischer Prediger
- Lawrie, Peter (* 1974), irischer Golfsportler
- Lawrie, Ryan (* 1996), britischer Sänger
- Lawrie, Thomas, schottischer Fußballspieler
- Lawrinenko, Dmitri Fjodorowitsch (1914–1941), sowjetischer T-34-Panzerkommandant
- Lawrinenko, Wladimer (1932–2004), sowjetischer Schwimmer
- Lawronenko, Konstantin Nikolajewitsch (* 1961), russischer Schauspieler
- Lawrow, Andrei Iwanowitsch (* 1962), russischer Handballspieler
- Lawrow, Igor Wiktorowitsch (* 1973), russischer Handballspieler
- Lawrow, Kirill Jurjewitsch (1925–2007), russischer Theater- und Filmschauspieler
- Lawrow, Pjotr Lawrowitsch (1823–1900), russischer Philosoph und Publizist
- Lawrow, Sergei Wiktorowitsch (* 1950), russischer AußenministerSergei Wiktorowitsch Lawrow (* 1950)

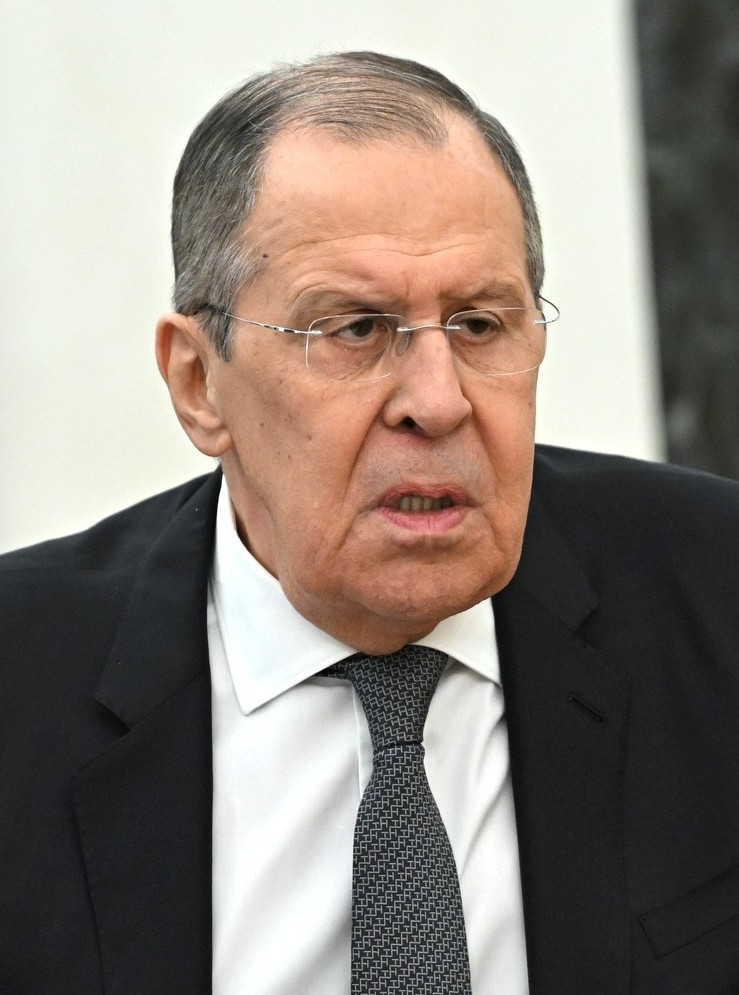
Sergei Wiktorowitsch Lawrow (* 1950)

- Lawrowa, Anastassija (* 1995), kasachische Tischtennisspielerin
- Lawrowa, Natalja Alexandrowna (1984–2010), russische Turnerin
- Ławrowska-von Thadden, Małgorzata (* 1968), Stiftungsgründerin
- Lawrowskaja, Jelisaweta Andrejewna (1845–1919), russische Kontra-Alt-Opernsängerin und Hochschullehrerin
- Lawruschkin, Waleri Pawlowitsch (* 1945), sowjetischer Eisschnellläufer
- Lawry, Jo, australische Jazzsängerin und Singer-Songwriterin
- Lawrynenko, Maksym (* 1986), ukrainischer Billardspieler
- Lawrynenko, Wolodymyr (* 1984), ukrainischer klassischer Pianist
- Lawrynowicz, Kasimir (1941–2002), polnisch-russischer Mathematiker und Astronom, Hochschullehrer in Kaliningrad und Olsztyn
- Ławrynowicz, Zygmunt (1925–1987), polnischer Lyriker

### Laws
- Laws, Benjamin Glover (1861–1931), englischer Schachkomponist
- Laws, Brian (* 1961), englischer Fußballspieler und -trainer
- Laws, Bruno (1901–1949), deutscher Politiker (SPD), Mitglied der Stadtverordnetenversammlung von Groß-Berlin
- Laws, David (* 1965), britischer Politiker, Mitglied des House of Commons
- Laws, Donald (1929–2014), US-amerikanischer Eiskunstläufer und Eiskunstlauftrainer
- Laws, Eloise (* 1949), US-amerikanische Soul-Sängerin
- Laws, Ernst (1903–1981), katholischer Geistlicher, Sachbuchautor und Herausgeber
- Laws, Gilbert (1870–1918), britischer Segler
- Laws, Gilbert L. (1838–1907), US-amerikanischer Politiker
- Laws, Hubert (* 1939), US-amerikanischer Jazzflötist, klassischer Flötist und Komponist
- Laws, Rachael (* 1990), englische Fußballspielerin
- Laws, Ronnie (* 1950), US-amerikanischer Jazz- und Fusionmusiker
- Laws, Sharon (1974–2017), britische Radrennfahrerin
- Laws, Vanessa (* 2004), deutsche Paracyclerin
- Lawskyj, Wladyslaw (* 2000), ukrainischer Hochspringer
- Lawson, Al (* 1948), US-amerikanischer Politiker
- Lawson, Alex (* 1994), US-amerikanischer Tennisspieler
- Lawson, Alfred (1869–1954), US-amerikanischer Baseballspieler und -manager, Luftfahrtpionier, Autor, Erfinder einer vorgeblich allumfassenden Wissenschaft und Religionsgründer
- Lawson, Andrew Cowper (1861–1952), schottisch-amerikanischer Geologe, Entdecker der San-Andreas-Verwerfung
- Lawson, Arthur (1908–1970), britischer Artdirector und Szenenbildner
- Lawson, Augustus (* 1930), ghanaischer Leichtathlet
- Lawson, Ben (* 1980), australischer Filmschauspieler
- Lawson, Bianca (* 1979), US-amerikanische Schauspielerin
- Lawson, Brenda (* 1967), neuseeländische Ruderin
- Lawson, Carl (* 1947), jamaikanischer Sprinter
- Lawson, Carl (* 1995), US-amerikanischer American-Football-Spieler
- Lawson, Cecil Gordon (1849–1882), britischer Landschaftsmaler und Illustrator
- Lawson, Célia (* 1974), portugiesische Sängerin
- Lawson, Charlie, Posaunist des frühen Jazz in St. Louis und Chicago
- Lawson, Cina (* 1973), togoische Wirtschaftswissenschaftlerin und Politikerin
- Lawson, Danny (1947–2008), kanadischer Eishockeyspieler
- Lawson, Denis (* 1947), schottischer Schauspieler und TheaterdarstellerDenis Lawson (* 1947)

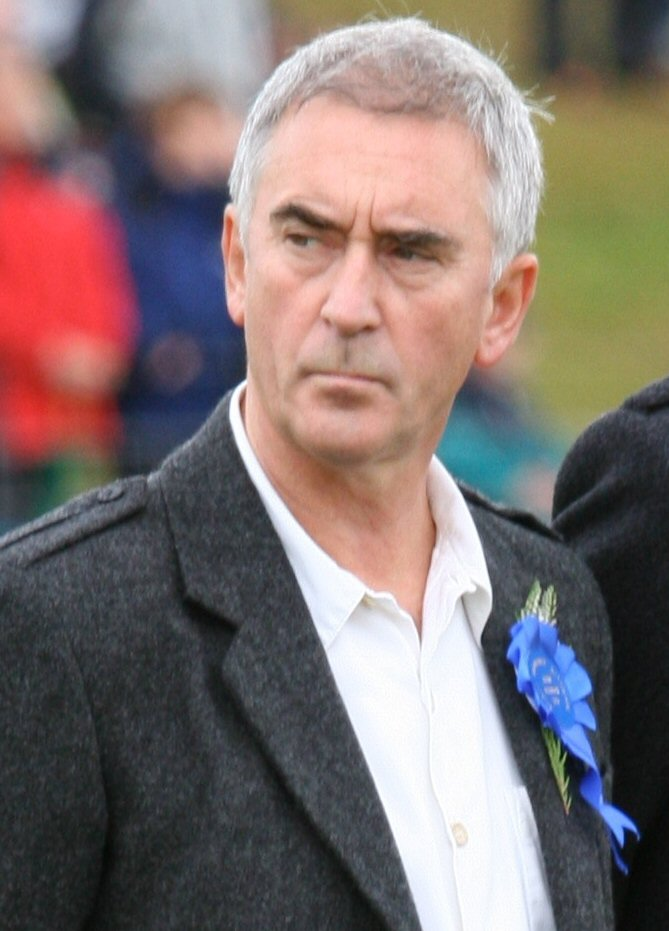
Denis Lawson (* 1947)

- Lawson, Eddie (* 1958), US-amerikanischer Motorrad- und Automobilrennfahrer
- Lawson, Ernest (1873–1939), kanadisch-amerikanischer Maler
- Lawson, George (1831–1903), britischer Augenchirurg
- Lawson, George (1906–1978), britischer Politiker
- Lawson, George Anderson (1832–1904), britischer Bildhauer
- Lawson, Gus (1882–1913), US-amerikanischer Radrennfahrer und Schrittmacher
- Lawson, H. Blaine (* 1942), US-amerikanischer Mathematiker
- Lawson, Harold (1937–2019), US-amerikanischer Informatiker
- Lawson, Harry (1881–1955), kanadischer Marathonläufer britischer Herkunft
- Lawson, Henry (1867–1922), australischer Autor und Poet
- Lawson, Hugh (1935–1997), US-amerikanischer Jazzpianist des Modern Jazz
- Lawson, Hugh, 6. Baron Burnham (1931–2005), britischer Verleger, Peer und Politiker (Conservative)
- Lawson, Ian (1917–1998), britischer Offizier der Luftstreitkräfte des Vereinigten Königreichs
- Lawson, Ian (* 1939), englischer Fußballspieler
- Lawson, Isaac (1704–1747), schottischer Arzt und Mineraloge
- Lawson, Iver (1879–1937), US-amerikanischer Radrennfahrer
- Lawson, Jack, 1. Baron Lawson (1881–1965), britischer Politiker, Unterhausabgeordneter und Peer
- Lawson, James (1928–2024), US-amerikanischer Bürgerrechtler
- Lawson, Jamie (* 1975), englischer Singer-Songwriter
- Lawson, Janet (1940–2021), amerikanische Jazzsängerin
- Lawson, Jarrion (* 1994), US-amerikanischer Weitspringer
- Lawson, Jayme (* 1997), US-amerikanische Schauspielerin
- Lawson, Jerry (1940–2011), US-amerikanischer Elektronikingenieur
- Lawson, Jesse (* 1986), US-amerikanischer Rockmusiker
- Lawson, Joe (* 1992), US-amerikanischer Basketballspieler
- Lawson, John (1674–1711), englischer Entdecker, Abenteurer und Schriftsteller
- Lawson, John (1923–2008), britischer Physiker und Ingenieur
- Lawson, John Cuthbert (* 1874), britischer Altphilologe
- Lawson, John D. (1816–1896), US-amerikanischer Politiker
- Lawson, John Howard (1894–1977), amerikanischer Dramatiker und Drehbuchautor
- Lawson, John W. (1837–1905), US-amerikanischer Politiker
- Lawson, Joseph J. (* 1962), US-amerikanischer Filmregisseur, Spezialist für visuelle Effekte und Ausstattung und Filmschaffender
- Lawson, Josh (* 1981), australischer Schauspieler und Filmregisseur
- Lawson, Kara (* 1981), US-amerikanische Basketballspielerin
- Lawson, LaKeisha (* 1987), US-amerikanische Sprinterin
- Lawson, Lee (1941–2022), US-amerikanische Schauspielerin
- Lawson, Liam (* 2002), neuseeländischer RennfahrerLiam Lawson (* 2002)

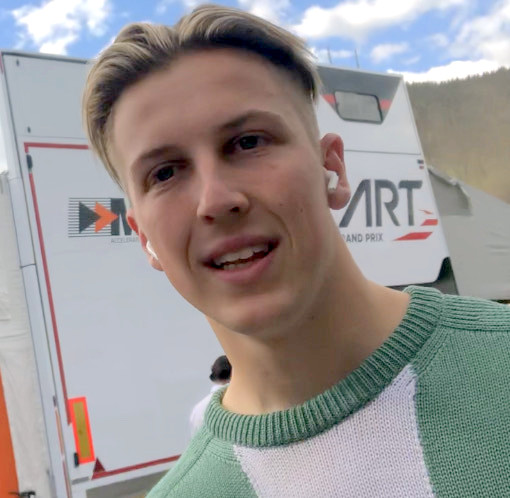
Liam Lawson (* 2002)

- Lawson, Linda (1936–2022), US-amerikanische Schauspielerin und Sängerin
- Lawson, Louisa (1848–1920), australische Schriftstellerin, Herausgeberin, Suffragette und Feministin
- Lawson, Maggie (* 1980), US-amerikanische Schauspielerin
- Lawson, Mhairi, schottische Opernsängerin (Sopran)
- Lawson, Michael (* 1998), US-amerikanischer American-Football-Spieler
- Lawson, Nathan (* 1983), kanadischer Eishockeytorwart
- Lawson, Nigel (1932–2023), britischer Politiker und Journalist
- Lawson, Nigella (* 1960), britische Köchin und Autorin
- Lawson, Philip (* 1957), britischer Komponist, Arrangeur und Sänger (Bariton)
- Lawson, Priscilla (1914–1958), US-amerikanische Schauspielerin
- Lawson, René (* 1891), argentinischer Diplomat und Politiker
- Lawson, Richard (1927–2023), britischer Heeresoffizier, General
- Lawson, Richard (* 1947), US-amerikanischer Schauspieler
- Lawson, Ricky (1954–2013), US-amerikanischer Schlagzeuger und Songwriter
- Lawson, Robert (1833–1902), neuseeländischer Architekt
- Lawson, Robert (1892–1957), US-amerikanischer Illustrator und Kinderbuchautor
- Lawson, Sandra (* 1976), österreichische Bassistin
- Lawson, Steve (* 1972), britischer Bassist/Musiker
- Lawson, Steve (* 1994), togolesischer Fußballspieler
- Lawson, Thomas G. (1835–1912), US-amerikanischer Politiker
- Lawson, Thomas William (1857–1925), US-amerikanischer Börsenmakler, Millionär und Buchautor
- Lawson, Tom (* 1979), kanadischer Eishockeytorwart
- Lawson, Tony (* 1944), britischer Filmeditor
- Lawson, Ty (* 1987), US-amerikanischer Basketballspieler
- Lawson, Wilfrid (1900–1966), britischer Schauspieler
- Lawson, William († 1635), englischer Geistlicher und Autor
- Lawson, William (1774–1850), Landeigentümer, Pionier Australiens
- Lawson, Yank (1911–1995), US-amerikanischer Jazz-Trompeter
- Lawson-Johnston, Arthur, 3. Baron Luke (1933–2015), britischer Peer
- Lawson-Johnston, Audrey (1915–2011), US-amerikanische Überlebende des Lusitania-Untergangs
- Lawson-Wade, Edwige (* 1979), französische Basketballspielerin
- Lawston, Marlene (* 1998), US-amerikanische Schauspielerin

### Lawt
- Lawtey, Harry (* 1996), britischer Schauspieler
- Lawther, Alex (* 1995), britischer SchauspielerAlex Lawther (* 1995)

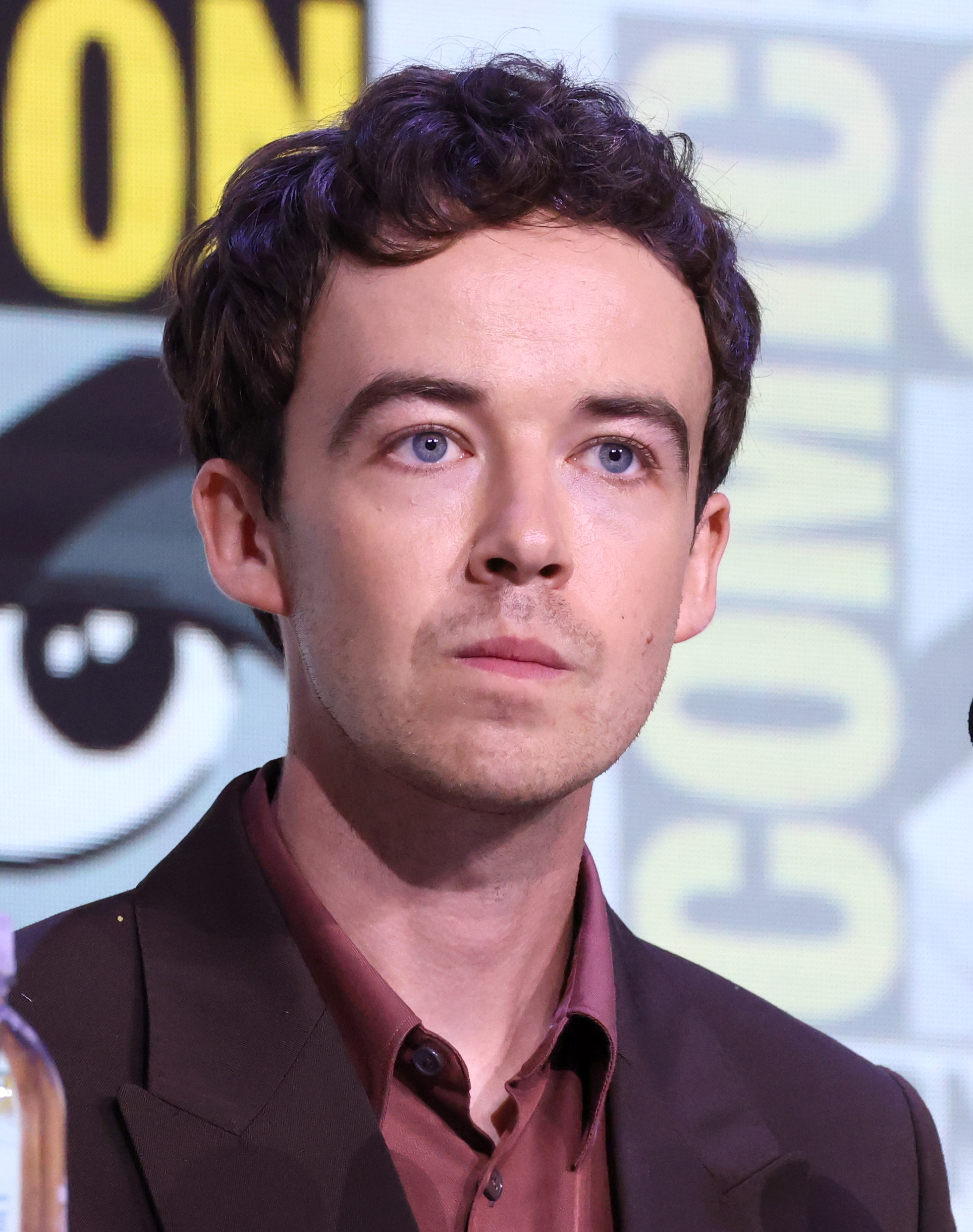
Alex Lawther (* 1995)

- Lawther, Will (1889–1976), britischer Gewerkschafter und Politiker (Labour Party)
- Lawton, Alma (1896–1982), britische Schauspielerin
- Lawton, Barbara (* 1951), US-amerikanische Politikerin
- Lawton, Brian (* 1965), US-amerikanischer Eishockeyspieler und -funktionär
- Lawton, Charles junior (1904–1965), US-amerikanischer Kameramann
- Lawton, Daniel (1881–1979), französischer Tennisspieler
- Lawton, Denyce (* 1978), US-amerikanische Schauspielerin und Model
- Lawton, Edward Thaddeus (1913–1966), US-amerikanischer Geistlicher, Bischof von Sokoto
- Lawton, Edward W. (1786–1867), US-amerikanischer Politiker
- Lawton, Frank (1904–1969), britischer Schauspieler
- Lawton, Harold (1899–2005), britischer Frankoromanist
- Lawton, J. F. (* 1960), US-amerikanischer Drehbuchautor, Filmregisseur sowie -produzent
- Lawton, John (1946–2021), britischer RocksängerJohn Lawton (1946–2021)

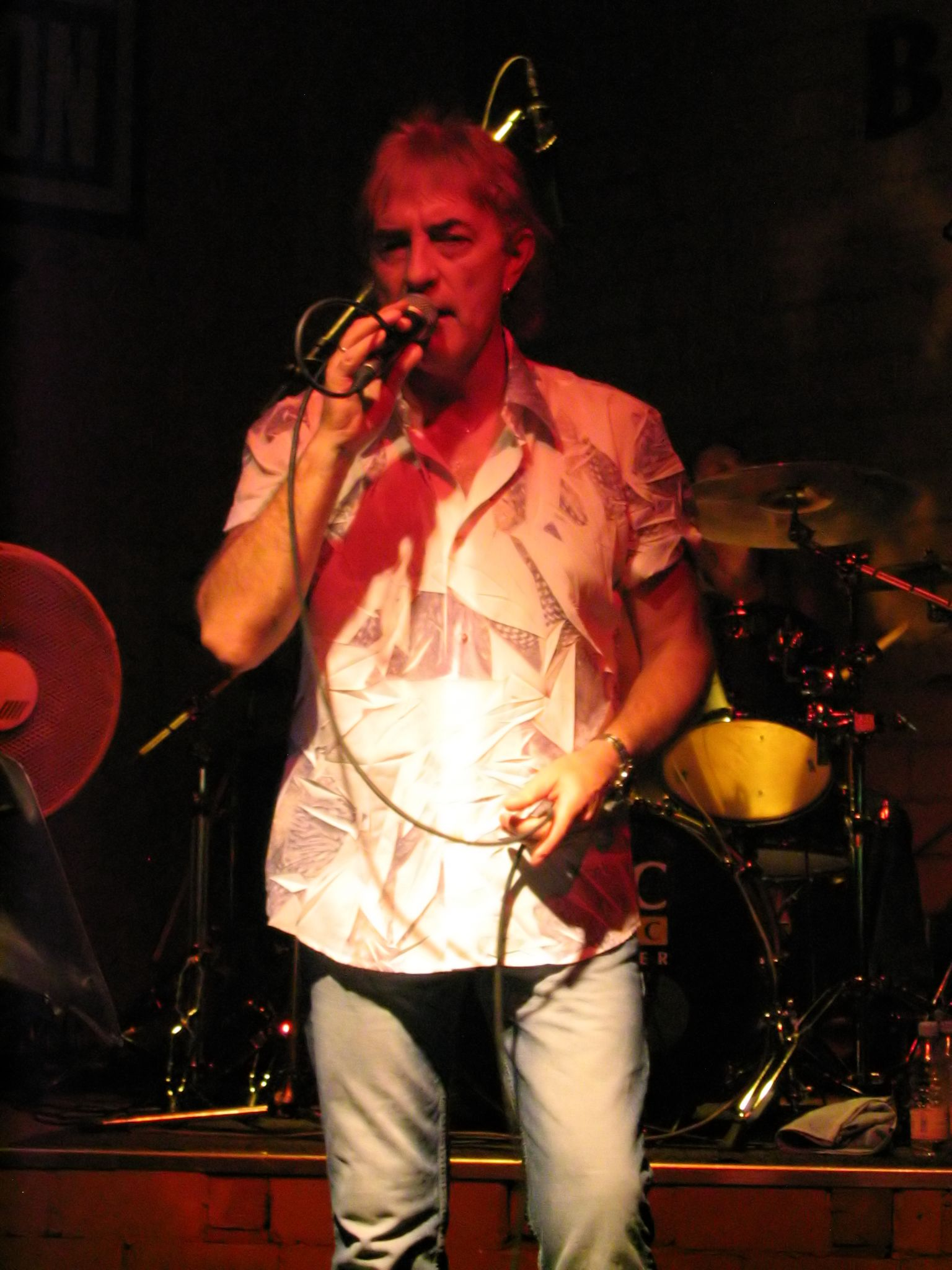
John Lawton (1946–2021)

- Lawton, Kevin (* 1960), neuseeländischer Ruderer
- Lawton, Scott (* 1960), US-amerikanischer Dirigent und Pianist
- Lawton, Tina (1944–1968), australische Folksängerin
- Lawton, Tommy (1919–1996), englischer Fußballspieler und -trainer

### Lawv
- Lawvere, William (1937–2023), US-amerikanischer Mathematiker

### Laww
- Lawwell, Peter (* 1959), britischer Fußball-Funktionär

### Lawy
- Lawyer, Thomas (1785–1868), US-amerikanischer Jurist und Politiker

### Lawz
- Lawzi, Ahmad al- (1925–2014), jordanischer Politiker